# Андреевский рынок

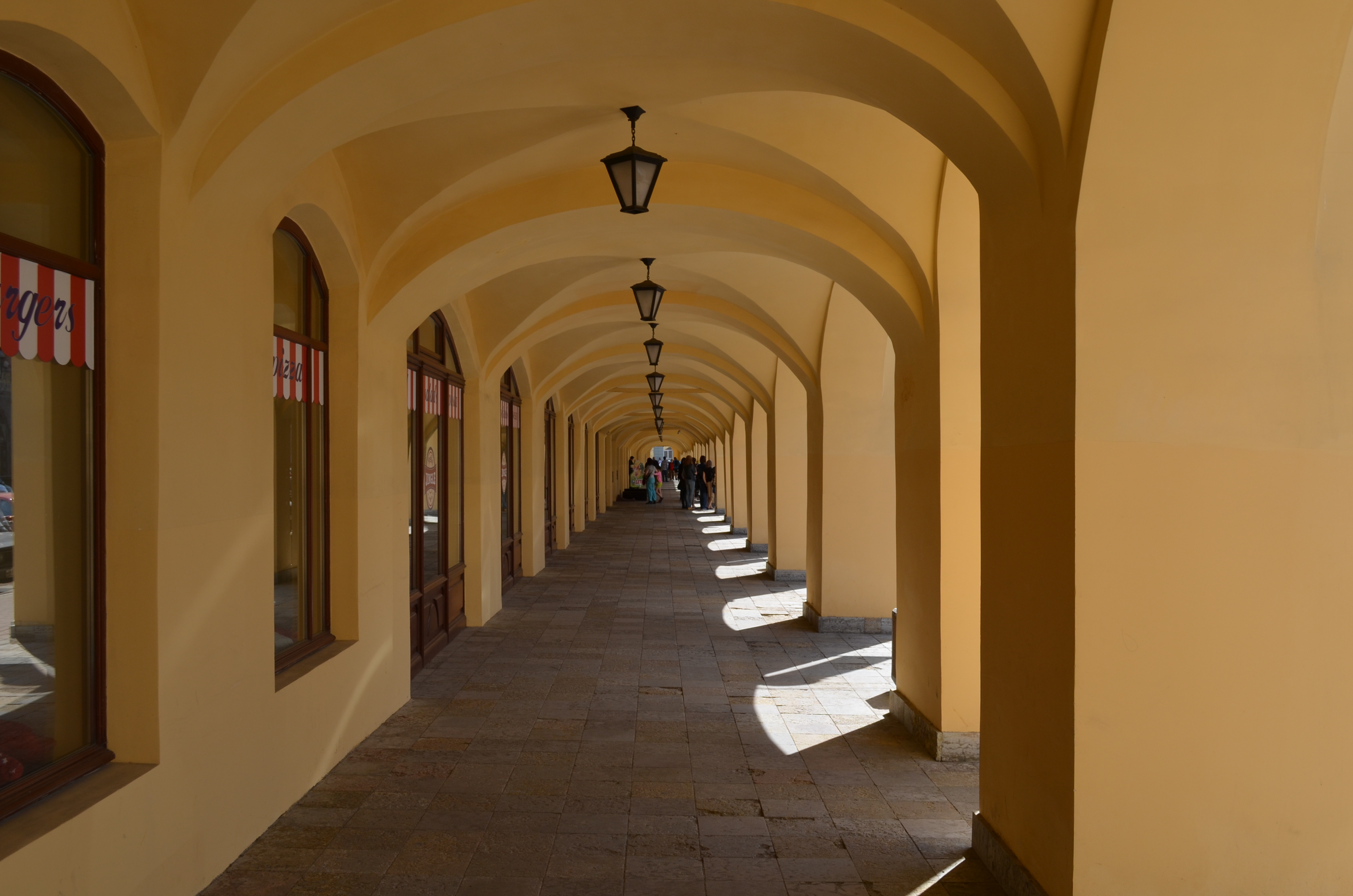
Своды обходной галереи

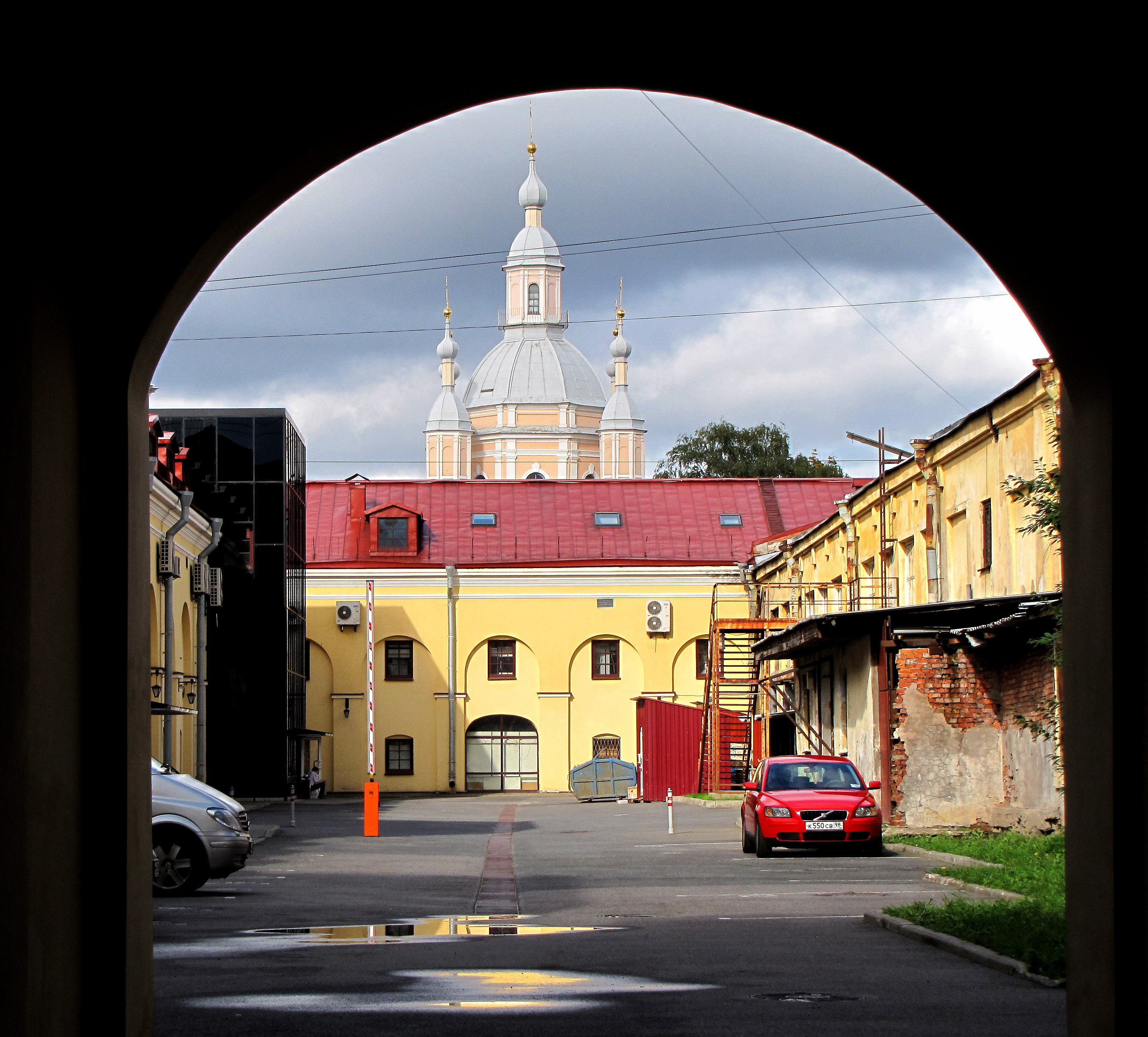
Внутренний двор рынка

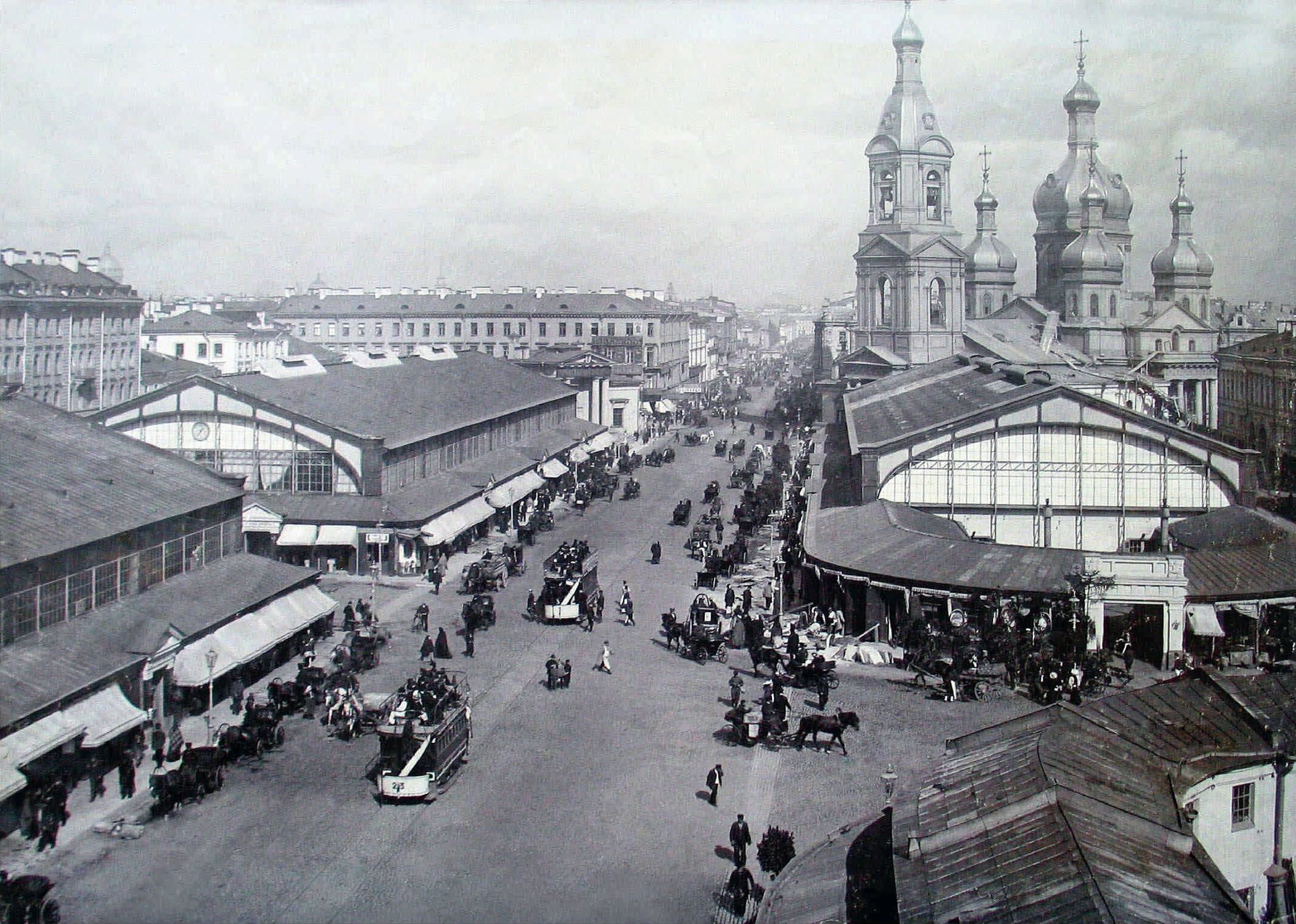
Корпуса Сенного рынка, по подобию которым был сделан металлический корпус Андреевского рынка

Рынок в сей части есть четвероугольное место по южной стороне большой перспективы, между 5 и 6 линиями. В 1721 году построены были на оном вдоль по перспективе два ряда деревянных лавок; прочее же место было частью болотисто и неравно. С 1789 года вместо деревянных лавок построены каменные таким образом, что они по перспективе делают большой и улицею разделяемый четвероугольник, так что одна часть оного стоит по 5, а другая по 6 линии. Сии лавки расположены подобно прочим новым рынкам, имея внизу аркаду, а сверху кладовые. Выстроенные по 6 линии лавки готовы, кроме штукатурки, а другие не совершенно окончены. А как сей рынок есть единый в сей части города, то и товары в оном различны, и сия пестрота несколько поразительна. Тут можно найти муку, крупу, всякие съестные припасы, масло, деготь, смолу, материи, табакерки, ленты, веревки, лошадиную сбрую, старый и новый домашний скарб, свечи, фаянсовую посуду, простые горшки и прочее. На пустом же месте подле лавок продаются сено и дрова.
Андреевский рынок — памятник архитектуры. Расположен в Санкт-Петербурге, современный адрес дома — Большой проспект Васильевского острова, 18. Рынок назван в честь расположенной напротив церкви Андрея Первозванного.
Рынок с деревянными лавками уже стоял на этом месте с первой половины XVIII века. Рядом с 6-й линией стояло два ряда лавок, между 2-й и 3-й стоял Меншиковский (по находящемуся рядом Меншиковскому дворцу) рынок, который в 1733 году был перенесён к 20-й линии, а потом — на текущее место, к Андреевской церкви. В 1730—1740 годах рынок был узаконен, началось обсуждение его переустройства, но в 1763 году он сгорел. В 1764 году Сенат в ответ на просьбу купцов предоставил им кредит в 100 000 рублей на 10 лет на строительство нового рынка. В конкурсе на проект были такие условия, как исполнение лавок из камня, наличие площади внутри для продажи сена и дров, обустройство в центре этой площади пруда. В 1789 году началось строительство каменного рынка, которое было завершено к 1790 году (архитектор неизвестен, возможно, Г. Х. Паульсен). Этот гостиный двор аналогичен по проекту тем, что строились в этот период в других городах Российской империи.
Корпуса состоят из одинаковых изолированных (ранее; капитальные стены между ними были противопожарной мерой) друг от друга торговых помещений, у каждого из которых есть выход во внутренний двор и внутренняя лестница на второй этаж. Лавки сообщались между собой открытой наружной галереей, опоясывающей всё здание. Друг другу соответствуют аркада нижнего этажа и арки, украшающие окна второго этажа; вероятно, ранее открытая галерея была и на втором этаже. Внутренние помещения неоднократно перестраивались — изначально они были перекрыты сводами, которые теперь сохранились лишь в обходной галерее вдоль улиц. Посетители входили с улицы, погрузка осуществлялась со двора. Андреевский был единственным рынком Васильевского острова.
В 1795 году рынок ещё раз пострадал от пожара.
В 1891—1892 году рынок был реконструирован с участием П. Ю. Сюзора и О. Креля. Был построен металлический остеклённый корпус (принадлежал городской казне). При реконструкции использовался план Сенного рынка.
На 1902 год из 62 лавок пищевыми продуктами торговали 15, два подвала под ними были оборудованы под ледники. В подвалах каменного корпуска были деревянные полы без стоков, вода уходила в землю, в большинстве подвалов хранилась посуда и подобные мелочи. В железном павильоне полы были бетонированы.
Корпус со стороны Волжского переулка был украшен колоннадой; в промежуток между 1917 и 1927 годами он был утрачен, в 1959 году М. Я. Климентов на этом месте построил новый корпус, одновременно с постройкой нового был разобран и заменен на сквер металлический корпус.
В 2003—2005 годах прошла реконструкция с сохранением известнякового пола галереи первого этажа, открытием ранее заложенных участков галереи, приведением витрин к единообразному виду по сохранившимся историческим образцам, восстановлением арочных проёмов главного фасада на втором этаже, исторический вид и цвет кровли, оснащённой слуховыми окнами. Перегородки внутри были снесены.